# Ґризи
Ґризи (пол. Gryzy, нім. Griesen) — село в Польщі, у гміні Свентайно Олецького повіту Вармінсько-Мазурського воєводства.
Населення — 88 осіб (2011).
У 1975-1998 роках село належало до Сувальського воєводства.

## Демографія
Демографічна структура станом на 31 березня 2011 року:
|          | Загалом | Допрацездатний вік | Працездатний вік | Постпрацездатний вік |
| -------- | ------- | ------------------ | ---------------- | -------------------- |
| Чоловіки | 47      | 5                  | 31               | 11                   |
| Жінки    | 41      | 13                 | 17               | 11                   |
| Разом    | 88      | 18                 | 48               | 22                   |